# مومچیلووتسی
مومچیلووتسی (به بلغاری: Momchilovtsi) روستایی در بلغارستان است که در استان اسمولیان واقع شده‌است. مومچیلووتسی ۴۰٫۴۶۴ کیلومتر مربع مساحت و ۱٬۱۸۹ نفر جمعیت دارد و ۱٬۲۰۰ متر بالاتر از سطح دریا واقع شده‌است.